# بارا دو ریبیرو
بارا دو ریبیرو (به پرتغالی: Barra do Ribeiro) یک منطقهٔ مسکونی در برزیل است که در ریو گرانده جنوبی واقع شده‌است. بارا دو ریبیرو ۱۲٬۵۷۲ نفر جمعیت دارد.